# Alžběta Trojanová
 (juillet 2023).
Alžběta Trojanová (née en 1987) est une journaliste et présentatrice de télévision tchèque connue pour avoir présenté l'émission de jeux vidéo Re-play sur la chaîne Prima Cool de 2011 à 2019,. Elle a également été journaliste pour la version tchèque du magazine GameStar.